# Empresa Brasileira de Pesquisa Agropecuária
La Empresa Brasileña de Investigación Agropecuaria (EMBRAPA - Empresa Brasileira de Pesquisa Agropecuária) es una institución estatal federal pública brasileña vinculada al Ministerio de Agricultura, Ganadería y Abastecimiento de Brasil, fundada el 26 de abril de 1973, cuyos objetivos son desarrollar tecnologías, conocimiento e informaciones técnicas y científicas para la agricultura y la ganadería brasileña.
Tiene como misión Crear soluciones de investigación, desarrollo e innovación para la sostenibilidad de la agricultura en beneficio de la sociedad brasileña.
Actúa con un sistema compuesto de 41 Centros de investigación, cinco Unidades de Servicios y 17 Unidades Centrales, estando presente en casi todos los Estados de la Federación, con 9790 empleados, de los cuales 2.444 son investigadores.
Actúa en coordinación con el Sistema Nacional de investigación Agropecuaria - SNPA, constituido por instituciones públicas federales, de los Estados, Universidades, empresas privadas, fundaciones, que, de forma cooperativa, ejecutando investigaciones en las diferentes áreas geográficas y campos del conocimiento científico.
Em términos de cooperación internacional, la Empresa mantiene 68 acuerdos bilaterales de cooperación técnica con 37 países y 64 instituciones, y con acuerdos multilaterales con 20 organizaciones internacionales, principalmente con estudios en parcelas. Mantiene laboratorios para desarrollar estudios en tecnología de punta en Estados Unidos, Francia, Países Bajos, y una Oficina regional en Ghana para compartir conocimiento científico y tecnológico con el continente africano.

## Asociados a Embrapa

### Empresas asociadas a Embrapa
Las empresas que están asociadas a Embrapa, pueden reproducir las semillas y otros derivados a partir del momento que cumplan con los requisitos técnicos establecidos por la organización.

## Unidades de Embrapa

### Centros de investigación de productos
- Embrapa Algodão, Campina Grande, PB: investigación algodón, mamona, amendoim, gergelim, sisal.
- Embrapa Arroz y Poroto, Santo Antônio de Goiás, GO: investigación arroz, poroto.
- Embrapa Caprinos, Sobral, CE: investigación caprinos, ovinos.
- Embrapa Forestas, Colombo, PR: investigación especies forestales.
- Embrapa Gado de Corte, Campo Grande, MS: investigación bovinos de corte.
- Embrapa Ganado de Leche, Juiz de Fora, MG: investigación leche, bovinos de leche
- Embrapa Hortalizas, Distrito Federal, DF. investigación hortalizas: abóbora, batata, batata-dulce, berenjena, cebolla, zanahoria, coles, guisantes, garbanzo, lenteja, mandioca, melón, maíz dulce, mostaza, pepino, repollo, tomate, etc.
- Embrapa Mandioca y Fruticultura Tropical, Cruz das Almas, BA.
- Embrapa Milho e Sorgo, Sete Lagoas, MG. investigación maíz, sorgo, mijo.
- Embrapa Pecuária Sudeste, São Carlos, SP. investigación bovinos de corte, bovinos de leche, equinos, forrajicultura.
- Embrapa Pecuária Sul, Bagé, RS. investigación bovinos de corte, bovinos de leche, ovinos.
- Embrapa Soja, Londrina, PR. investigación soja, girasol
- Embrapa Suínos e Aves, Concórdia, SC. investigación suinos, pastos de corte, gallinas de postura
- Embrapa Trigo, Passo Fundo, RS: investigación trigo, cebada, triticale, centeno, canola, hierbas forrajeras, soja, maíz, poroto (desarrollo de soja adaptada a suelos ácidos)
- Embrapa Uva e Vinho, Bento Gonçalves, RS: investigación uva, vino, manzana y otras frutas de clima templado.

### Centros de investigación de temas básicos
- Embrapa Agrobiologia, Seropédica, RJ. investigación en fijación biológica de nitrógeno y agricultura orgánica.
- Embrapa Agroenergia, Brasília, DF. investigación en biodiésel, biogás, etanol, forestas energéticas.
- Embrapa Agroindústria de Alimentos, Río de Janeiro, RJ. investigación en tecnología de alimentos.
- Embrapa Agroindústria Tropical, Fortaleza, CE. investigación en agroindustria tropical, caju, coco.
- Embrapa Informática Agropecuária, Campinas, SP. investigación en tecnología de información para agronegocios.
- Embrapa Instrumentação Agropecuária, São Carlos, SP. investigación en agricultura de precisión, ambiente, biotecnologíaa, automatización de procesos, nuevos materiales, agricultura e agroindustria familiar, calidades de productos y de materias primas.
- Embrapa Meio Ambiente, Jaguariúna, SP. investigación en manejo y gestión ambiental.
- Embrapa Monitoramento por Satélite, Campinas, SP. investigación en sistemas de informaciones geográficas, redes eletrónicas, adquisición y procesamiento de imágenes de sensores remotos y datos obtenidos a campo.
- Embrapa Recursos Genéticos e Biotecnologia, Brasília, DF. investigación en biotecnología, control biológico, recursos genéticos, seguridad biológica.
- Embrapa Solos, Río de Janeiro, RJ. investigación en suelo y sus interacciones con el ambiente.

### Centros de investigación ecorregionales
- Embrapa Acre, Rio Branco, AC
- Embrapa Agropecuária Oeste, Dourados, MS. investigación en la región oeste de Brasil.
- Embrapa Amapá, Macapá, AP
- Embrapa Amazônia Ocidental, Manaus, AM. investigación en e Estado de Amazonas en frutas tropicales: dendê, seringueira, especies forestales, guaraná, piscicultura.
- Embrapa Amazônia Oriental, Belém, PA. investigación en la región de Amazonia Oriental.
- Embrapa Cerrados, Planaltina, DF. investigación, desarrollo e innovación tecnológica para la agricultura en Bioma Cerrado.
- Embrapa Clima Temperado, Pelotas, RS. investigación en la región de clima templado de Brasil. Desarrolla actividades en las áreas de recursos naturales, ambiente, granos, fruticultura, oleráceas, sistemas pecuarios con énfasis para ganadería y agricultura de base familiar.
- Embrapa Meio-Norte, Teresina, PI
- Embrapa Pantanal, Corumbá, MS
- Embrapa Rondônia, Porto Velho, RO
- Embrapa Roraima, Boa Vista, RR
- Embrapa Semi-Árido, Petrolina, PE
- Embrapa Tabuleiros Costeiros, Aracaju, SE